# إريك أندرسن (مغن)
اريك أندرسن (بالإنجليزية: Eric Andersen)‏ هو مغن مؤلف ومغني وكاتب أغاني أمريكي، ولد في 14 فبراير 1943 في بيتسبرغ في الولايات المتحدة.

## وصلات خارجية
- إريك أندرسن على موقع IMDb (الإنجليزية)
- إريك أندرسن على موقع ميوزك برينز (الإنجليزية)
- إريك أندرسن على موقع إن إن دي بي (الإنجليزية)
- إريك أندرسن على موقع أول ميوزيك (الإنجليزية)
- إريك أندرسن على موقع ديسكوغز (الإنجليزية)
- إريك أندرسن على موقع قاعدة بيانات الفيلم (الإنجليزية)